# Лёвен, Стефан
Челль Сте́фан Лёве́н (швед. Kjell Stefan Löfven; род. 21 июля 1957, Стокгольм, Швеция) — шведский государственный и политический деятель. В прошлом — председатель Социал-демократической рабочей партии Швеции (2012—2021), 43-й премьер-министр Швеции (2014—2021), первый председатель профсоюзного объединения «IF Metall» (2006—2012). С 2022 года возглавляет Партию европейских социалистов.

## Биография

### Молодые годы и образование
Челль Стефан Лёвен родился 21 июля 1957 года в стокгольмском районе Аспудден и десять месяцев спустя был отдан в детский дом, так как его мать Маргарет (ум. в 2000), дочь убеждённого нациста, не могла содержать сразу двух детей. Его отцом был Карл Альвар Хедберг. Позже Стефан был взят в приёмную семью из Суннерсты в Соллефтео, и в соответствии с соглашением его биологическая мать могла взять опеку над ним, когда была готова к этому, однако этого не произошло. После встречи со своим братом-близнецом Ульфом Стефан узнал, что его фамилия пишется Löfven, хотя он предпочитает вариант Löfvén, как это записано в шведском регистре населения. Его приёмный отец Туре Меландер (1926—2003) был лесорубом и рабочим на заводе, в то время как его приёмная мать Ирис Меландер помогала по дому инвалидам и старикам. В приёмной семье было двое своих детей: Моника и Роланд.
Стефан проучился 9 лет в средней школе в Соллефтео, после чего закончил двухлетний курс гимназии по специальности экономика. Затем он прошёл 48-недельные курсы сварщиков при Государственном управлении рынка труда в Крамфорсе. Позже Стефан поступил в Институт социальных наук в Умео, но был отчислен после полутора лет учёбы. Приёмные родители рассказывали Стефану, что его мать живёт в Стокгольме, они переписывались с ней и братом, а мать регулярно присылала сыну подарки. Когда Стефану было 22 года, он разыскал свою биологическую мать и брата. Сегодня, Стефан с братом Ульфом регулярно общаются и часто обсуждают политику (он — глава охранной фирмы и голосует за «Альянс»). В детстве Стефан любил играть в футбол и хоккей, увлекался джиу-джитсу, но рано начал работать, в том числе на почте и лесопильном заводе. Вдохновлённый примером Улофа Пальме, он основал Объединение молодых социал-демократов в Суннерсте, став его председателем. В течение 11 месяцев с 1976 по 1977 год Стефан проходил военную службу в Емтландской авиационной флотилии.

### Работа в профсоюзах
В 1979 году Лёвен начал работать сварщиком на заводе Хёгглундс в Эрншёльдсвике. Два года спустя он был выбран представителем профсоюзной группы и начал защищать права рабочих. В 1995 году он занял пост омбудсмена в Союзе шведских металлистов, специализируясь на таких областях, как переговоры по контрактам и международные отношения. В 2001 году он был избран вице-председателем Союза и в ноябре 2005 года был избран первым председателем вновь образованного профсоюза рабочих металлургической промышленности «IF Metall», проработав на этой должности до 2012 года.

### Политическая карьера

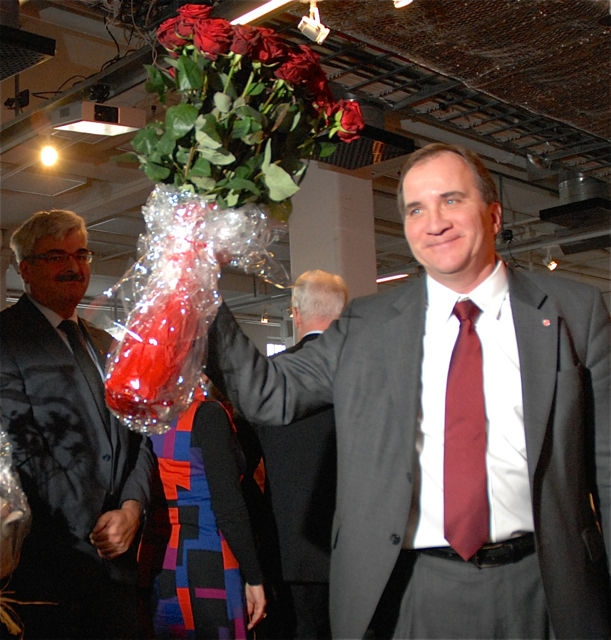
Лёвен избран председателем партии, 27 января 2012 года

В 2006 году Лёвен был избран в исполнительный комитет Социал-демократической партии Швеции. В январе 2012 года, после отставки Хокана Юхольта с поста председателя партии, было сообщено, что Лёвен рассматривается в качестве его преемника. 27 января он был единогласно избран председателем социал-демократов, таким образом, став лидером оппозиции, готовым вести свою партию к парламентским выборам 2014 года. Решение правления партии был поддержано конгрессом 4 апреля 2013 года.
Лёвен сразу сделал акцент на промышленной и инновационной политике социал-демократов, в частности на активном содействии развитию бизнеса. 1 мая 2013 года, во время своего первого выступления в качестве председателя партии, он озвучил идею создания Совета по инновационной политике. На первых для Лёвена выборах в Европейский парламент 2014 года социал-демократы получили 24,19 % голосов, что стало незначительным снижением по сравнению с выборами 2009 года, поскольку было потеряно лишь одно место в Европарламенте. В то же время, этот результат стал самым низким для социал-демократов со времён введения всеобщего избирательного права в Швеции.
14 сентября 2014 года «красно-зелёная коалиция», включающая в себя собственно самих социал-демократов, а также Левую и Партию зелёных, одержала победу над правящей правой коалицией «Альянс за Швецию» статс-министра Фредрика Райнфельдта, получив 43,8 % голосов и претендуя на 159 мест в Риксдаге. После объявления предварительных итогов выборов, Райнфельдт заявил о готовности подать в отставку с поста премьера и лидера Умеренной коалиционной партии, а Лёвен перед своими товарищами по партии сказал, что «народ Швеции требует перемен», и «я готов сформировать новое правительство в Швеции»:
Пора продемонстрировать свою ведущую роль. Важны решительные действия, но также есть время и на размышления. Швеции необходимо правительство, которое может обойтись без ультраправых, даже если они считают себя «царетворцами».
Однако, позже Лёвен отказался от сотрудничества и с Левой партией.

### Пост премьер-министра
2 октября 2014 года спикер Риксдага Урбан Алин на заседании предложил кандидатуру Лёвена на должность премьер-министра Швеции (Sveriges statsminister) Из 349 депутатов, «за» 132, «против» — 49 (все Шведские демократы), воздержались — 154 («Альянс за Швецию»: Умеренная коалиционная партия, Народная партия — либералы, Партия Центра, Христианско-демократическая партия; Левая партия), отсутствовало — 14 депутатов (в Швеции существует система отрицательного парламентаризма, и поэтому кандидатура на пост премьера не обязательно должна набрать большинство голосов 349 депутатов, то есть по крайней мере не больше 175 голосов «против»). После заседания Лёвена поздравили премьер-министр Финляндии Александр Стубб, президент Франции Франсуа Олланд и вице-канцлер Германии Зигмар Габриэль.

#### Правовое признание Государства Палестина
3 октября 2014 года, выступая в Риксдаге, Лёвен объявил состав правительства и сказал, что «шведский народ проголосовал за перемены в правительстве и новое направление в политике. Кабинет министров, состоящий из членов Социал-демократической партии и Партии зелёных, готов сегодня взять на себя эту задачу», отметив, что «Швеция не будет искать членства в НАТО», а будущий курс правительства включит в себя уменьшение вредных выбросов ископаемого топлива, инвестиции в инфраструктуру и улучшение общественного транспорта, увеличение объёмов строительства жилья, борьбу с бедностью и безработицей, развитие демократии и равенства всех людей, укрепление обороны, сотрудничество со странами Скандинавского полуострова, поддержку борьбы ООН с ИГИЛ и продолжение помощи правительству Афганистана, содействие прекращению войны в Сирии и «российской аннексии Крыма» как преступления против международного права, а также признание Государства Палестина в соответствии с принципом двух государств для двух народов. Если этот план осуществится, то Швеция станет первой страной-членом Европейского союза, признавшей Государство Палестина (Государство Палестина признано 134 государствами-членами ООН, де-факто резолюцией Генеральной Ассамблеи ООН, в 2013 году Швеция подняла статус дипломатической миссии Палестины до уровня посольства). После этого президент Государства Палестина Махмуд Аббас назвал намерения Лёвена «отличными и почётными», выразив надежду, что за Швецией последуют и другие страны. В ответ на речь Лёвена, представитель Государственного департамента США Джен Псаки сказала, что «мы считаем, что международное признание Палестины государством преждевременно», отметив, что США «поддерживают палестинскую государственность», но уверены, что «этот процесс должен быть выработан путём согласия всех сторон об условиях, по которым два государства будут сосуществовать в будущем». В то же время в министерстве иностранных дел Израиля сообщили о вызове посла Швеции Карла Магнуса Нессера для разъяснений, а сам министр Авигдор Либерман заявил, что «если уж ближневосточная тема волнует нового шведского премьера до такой степени, что он нашел нужным уделить ей место в своей речи перед присягой, то на Ближнем Востоке хватает более насущных проблем, включая ежедневную массовую гибель в Сирии, Ираке и других горячих точках региона».
30 октября, на пресс-конференции во дворце Розенбад после заседания правительства, министр иностранных дел Швеции Маргот Вальстрём объявила о том, что «сегодня правительство решило признать Государство Палестина. Это важный шаг, который подтверждает право палестинцев на самоопределение». Заместитель премьер-министра Исабелла Лёвин отметила, что «цель признания Палестинского государства Швецией — содействие будущему, в котором Израиль и Палестина смогут жить бок о бок в мире и безопасности. Мы хотим поддержать веру и надежду на мирное будущее среди молодых палестинцев и израильтян, которые иначе могут решить, что из нынешней ситуации нет выхода». После этого, министерство иностранных дел Израиля отозвало своего посла в Швеции для консультаций, а сам министр Авигдор Либерман заявил, что «ближневосточная политика намного сложнее сборки мебели из IKEA».

#### Инцидент с иностранной подлодкой
После обнародования министерством обороны данных о том, в территориальных водах зафиксировано ведение иностранной подводной деятельности, 14 ноября на пресс-конференции в Стокгольме, командующий вооружёнными силами Швеции генерал Сверкер Йорансон заявил, что «военные подтверждают, что малая подводная лодка нарушила территориальные воды Швеции. Мы исключаем все альтернативные объяснения», а Лёвен отметил, что «наши Вооруженные силы не смогли определить, какая страна за этим стоит, но ясно одно — это серьезный инцидент, кто-то проник в наши территориальные воды нелегально», добавив, что «мы защитим шведскую территориальную целостность всеми имеющимися средствами».

#### Досрочные выборы
3 декабря, после того как правоцентристские партии отклонили проект бюджета, представленный действующим правительством, и после безрезультатных попыток договориться с четырьмя основными правыми партиями Риксдага с их желанием победить действующее правительство, Стефан Лёвен на пресс-конференции объявил о назначении проведения досрочных выборов на 22 марта 2015 года.

## Правительство Стефана Лёвена (2014—2021)
Новый состав правительства был объявлен премьер-министром (statsminister) Стефаном Лёвеном 3 октября 2014 года в Риксдаге, и в тот же день был приведён к присяге в Королевском дворце в Стокгольме в присутствии короля Швеции Карла XVI Густава. Правительство состоит из 24 министров, 18 из которых — члены Социал-демократической партии, а 6 — Партии зелёных.
18 января 2019 года после 4 месяцев правительственного кризиса Стефан Лёвен избран на новый срок до 2022 года в качестве премьер-министра Швеции (при проголосовавших за его кандидатуру 115 депутатов, 153 проголосовавших против, 77 воздержались) и сформировал своё второе правительство.
28 июня 2021 года он сообщил о своей отставке. Причина — вынесение вотума недоверия его правительству. Поводом для голосования стал законопроект об изменениях в механизме взимания арендной платы. Из 349 депутатов 181 человек проголосовал за отставку Стефана. Ещё 109 членов Риксдага выступили против. Противникам главы правительства требовалось 175 голосов. Таким образом, Лёвен стал первым премьером, которому парламент вынес вотум недоверия.
7 июля 2021 года риксдаг одобрил назначение Стефана Лёвена премьер-министром. За кандидатуру Лёвена проголосовали 116 из 349 депутатов, против — 173, воздержались — 60.
22 августа 2021 года Стефан Лёвен заявил, что покинет пост председателя партии и уйдёт в отставку с поста премьер-министра в ноябре. 4 ноября Стефана Лёвена на посту председателя Социал-демократической рабочей партии Швеции заменила Магдалена Андерссон, министр финансов Швеции. 10 ноября подал прошение об отставке.

## Личная жизнь
Со своей женой Уллой, Стефан познакомился на работе 20 лет назад, когда она была замужем и имела двух детей. Её брак распался и в ноябре 2003 года она вышла за Стефана, называющего её любовью всей своей жизни. Общих детей нет, а обязанности по дому они делят пополам. Стефан любит читать книги и слушать оперу, а также он активно занимается спортом.

## Награды
- Орден князя Ярослава Мудрого II степени (23 августа 2021 года, Украина) — за весомый личный вклад в укрепление украинско-шведского межгосударственного сотрудничества, поддержку независимости и территориальной целостности Украины[80].